# Zoanthus sociatus
Zoanthus sociatus é um zoantídeo do gênero Zoanthus da família Zoanthidae.
Conhecido pela sua coloração verde brilhante 

## Distribuição
Pode ser encontrado na Florida, Mar do Caribe e nordeste do Brasil.

## No comercio
Incomumente é visto no comercio de aquarismo. 